# Josef Dotzauer
Josef Dotzauer (* 4. September 1900 in Tuchorschitz; † 14. Februar 1972 in Diepoltskirchen) war ein deutscher Politiker (GB/BHE).

## Leben
Dotzauer, der bis 1918 die k. u. k. Infanteriekadettenschule in Prag besuchte, legte 1921 das Abitur an der Staatsrealschule Elbogen ab. Im Anschluss folgte der Besuch der Handelsakademie in Aussig. Er arbeitete seit 1923 als Buchhalter bei der landwirtschaftlichen Bezirksvorschusskasse in Saaz und wurde dort 1928 stellvertretender Direktor. Am 6. Januar 1939 beantragte er die Aufnahme in die NSDAP und wurde rückwirkend zum 1. November 1938 aufgenommen (Mitgliedsnummer 6.752.359). Ab 1939 nahm er als Soldat am Zweiten Weltkrieg teil. Seine Kriegsteilnahme wurde von August 1942 bis Juni 1944 unterbrochen, als er eine Tätigkeit als Direktor der landwirtschaftlichen Bezirksvorschusskasse in Tuschkau Stadt ausübte. Zuletzt geriet Dotzauer in US-amerikanische und britische Gefangenschaft, aus der er im Dezember 1946 entlassen wurde.
Während der Kriegsgefangenschaft wurde seine Familie im August 1946 aus der Tschechoslowakei ausgewiesen. Sie siedelte nach Westdeutschland über und ließ sich in Diepoltskirchen nieder. Dotzauer selbst arbeitete nach seiner Entlassung kurzzeitig als Aushilfe in der Tüschnitzer Landwirtschaft, kam dann ebenfalls nach Diepoltskirchen und begann sich dort politisch für die Belange der Heimatvertriebenen zu engagieren. 1947 erfolgte seine Wahl zum Flüchtlingsvertrauensmann der Gemeinde Diepoltskirchen, ein Jahr später übernahm er die gleiche Funktion im Landkreis Eggenfelden. Im Mai 1948 wurde er in den Gemeinderat von Diepoltskirchen gewählt. Noch im selben Jahr übernahm er die Geschäftsführung der Kreisgruppe des Neubürgerbundes Eggenfelden.
Bei der Landtagswahl 1950 wurde Dotzauer für den Block der Heimatvertriebenen und Entrechteten (BHE), der ein Wahlbündnis mit der Deutschen Gemeinschaft (DG) geschlossen hatte, über den Wahlkreis Niederbayern als Abgeordneter in den Bayerischen Landtag gewählt, dem er bis 1954 angehörte. Im Landtag war er während der gesamten Legislaturperiode Mitglied des Ausschusses für sozialpolitische Angelegenheiten und des Ausschusses für Ernährung und Landwirtschaft. Ab November 1953 war er zudem Mitglied des Ausschusses für Wirtschaft und Verkehr.